# Черкијаја (Сијена)
Черкијаја је насеље у Италији у округу Сијена, региону Тоскана.
Према процени из 2011. у насељу је живело 11 становника. Насеље се налази на надморској висини од 207 м.